# Divisão administrativa de Badagry
Divisão administrativa de Badagry é uma divisão de Lagos na Nigéria.

## História
A Divisão de Badagry figura na história de relações e contatos entre a Nigéria e a Europa, como ele foi um principal posto avançado de escravo e o mercado antes da colonização britânica. Foi também o local onde, em 1842, o cristianismo foi pregado primeiro na Nigéria; isto foi memorializado pela Agia Cenotaph.

## LGAs
É constituída por quatro Áreas de governo local:
- Ojo
- Amuwo-Odofin
- Ajeromi-Ifelodun
- Badagry

## Principais assentamentos
- Badagry
- Ajara
- Iworo-Ajido
- Akarakumo
- Gbaji
- Aseri
- Egan
- Aganrin
- Ahanfe
- Epe
- Posi
- Mowo
- Itoga
- Ebiri
- Ekunpa
- Aradagun
- Berekete
- Mosafejo
- Gayingbo-Topo
- Kankon Moba
- Popoji
- Oranyan
- Tafi-Awori
- Yeketome
- Ipota
- Seme
- Iyafm
- Farasime
- Mushin

### Assentamentos do Distrito Awori
No Awori (distrito) são: 
- Awodi-Ora
- Ishasi
- Oto-Awori
- Ijanikin
- Ilogbo
- Oko-Afo
- Sibiri
- Apa
- Idoluwo-ile
- Ado-Soba
- Ibeshe
- Irede
- Irese
- Mebamu
- Itewe
- Igede
- Ajangbadi
- lyagbe
- Ajegunie
- Aiyetoro
- Festac and Satellite Towns
- Iba
- Kirikiri
- Agboju-Amuwo
- Okokomaiko
- Ojo
- Amukoko
- Alaba-Ore
- Ijoiin
- Igbanko
- Imore
- Ijegun
- Mushin
- Isolo
- Ota
- Itire
- Ipaja
- Agege